# Amirah Vann
Amirah Vann, all'anagrafe Amirah Charline Vann (New York, 24 giugno 1980), è un'attrice statunitense, nota per il ruolo di Tegan Price nella serie televisiva Le regole del delitto perfetto.

## Biografia
Nata Amirah Charline Vann nel 1980, è originaria del quartiere Queens, New York. Suo padre è afroamericano della Georgia e sua madre è portoricana. La Vann ha frequentato la Midwood High School e poi la Far Rockaway High School, laureandosi nel 1998. Ha poi conseguito la laurea alla Fordham University nel 2002, un Master in Belle Arti alla Tisch School of the Arts della New York University. nel 2007. La Vann ha lavorato per molti anni nel teatro Off-Broadway prima di passare al cinema e alla televisione.
La Vann è apparsa in ruoli secondari in film come And So It Goes e Tracers, prima della sua performance rivoluzionaria come Ernestine, la schiava principale della piantagione Macon, nella serie drammatica del periodo WGN America Underground nel 2016. La serie è stata cancellata dopo due stagioni nel 2017. Successivamente ha recitato in Law & Order: Special Victims Unit e ha avuto un ruolo ricorrente nell'ultima stagione di Major Crimes come agente speciale Jazzma Fey. 
Durante la stagione 2017-18, la Vann è stata scelta come l'avvocatessa Tegan Price nella serie "le regole del delitto perfetto". Originariamente prevista come comparsa, la Vann è passata ad interpretare un personaggio principale nella quinta nella sesta stagione.
All'inizio del 2018, la Vann ha recitato nell'episodio pilota di "The Holmes Sisters". La Vann ha anche un ruolo ricorrente nella serie Unsolved: The Murder of Tupac e The Notorious B.I.G. come agente dell'FBI assegnato alla task force multi-agenzia assegnata alle indagini sull'omicidio di Christopher Wallace.
Nel 2019, la Vann è stata scelta nel ruolo della lobbista aziendale Parker Campbell nella quarta stagione del drama Queen Sugar. È anche apparsa come Shondae Smith, un ruolo secondario nel film del 2019 Miss Virginia.
Nel 2020, la Vann è stata scelta per il ruolo di Zani nel drama della CBS All Access Star Trek: Picard.

## Filmografia

### Cinema
- The Assassin of Saint Nicholas Avenue – cortometraggio (2006)
- Once More with Feeling, regia di Jeff Lipsky (2009)
- 80/20, regia di Wendy McClellen (2013)
- Mai così vicini (And So It Goes), regia di Bob Reiner (2014)
- Tracers, regia di Daniel Benmayor (2015)
- Don't Worry Baby, regia di Julian Branciforte (2015)
- The Hostess – cortometraggio (2016)
- A Jazzman's Blues, regia di Tyler Perry (2022)

### Televisione
- Girls – serie TV, episodio 2x06 (2013)
- Believe – serie TV, episodio 1x03 (2014)
- Mozart in the Jungle – serie TV, episodio 1x03 (2014)
- Underground – serie TV, 20 episodi (2016-2017)
- Law & Order - Unità vittime speciali (Law & Order: Special Victims Unit) – serie TV, episodio 19x02 (2017)
- Major Crimes – serie TV, 4 episodi (2017)
- Le regole del delitto perfetto (How to Get Away with Murder) – serie TV, 40 episodi (2017-2020)
- Unsolved – serie TV, 7 episodi (2018)
- Star Trek: Picard  - serie TV, episodio 1x04 (2020)
- Bull – serie TV, episodio 6x18 (2022)
- The Changeling - serie TV (2023)
- Doc – serie TV (2025-)

### Doppiaggio
- Arcane - serie TV (2021-2024)

## Doppiatrici italiane
Nelle versioni in italiano dei suoi lavori, Amirah Vann è stata doppiata da:
- Barbara Villa ne Le regole del delitto perfetto
- Alessandra Cassioli in Law & Order - Unità vittime speciali
- Laura Lenghi in Major Crimes
- Anna Cugini in Unsolved
- Loretta Di Pisa in Bull

Da doppiatrice è sostituita da:
- Paola Majano in Arcane